# Игошев, Борис Михайлович
Борис Михайлович Игошев (род. 14 января 1949, Сылва) — советский и российский учёный, доктор педагогических наук, профессор, с 2005 по 2014 годы ректор Уральского государственного педагогического университета.

## Биография
Родился в 1949 году в селе Сылва Шалинского района Свердловской области в семье сельских учителей.
В 1966 году окончил среднюю школу с серебряной медалью, в 1970 году — с отличием физический факультет Свердловского государственного педагогического института, а в 1975 году — аспирантуру УрГПУ.
В 1988 году защитил диссертацию в форме научного доклада на соискание ученой степени кандидата педагогических наук по теме «Изучение вычислительной техники во внеклассной работе по физике и технике в старших классах средней школы». Спустя два года ему было присвоено учёное звание доцента по кафедре методики преподавания физики и технических средств обучения, а в 1993 году — звание профессора по кафедре теории и истории педагогики. Защитив в 2008 году диссертацию на тему «Системно-интегративная организация подготовки профессионально мобильных педагогов», получил степень доктора педагогических наук.
С 1970 года профессиональная деятельность Игошева связана с УрГПУ: с 1970 по 1972 годы — стажёр-исследователь, с 1972 по 1975 годы — аспирант, с 1975 по 1979 годы — ассистент кафедры общей физики, с 1979 по 1988 годы — старший преподаватель, с 1988 года — доцент кафедры методики преподавания физики и технических средств обучения, с 1991 года — профессор кафедры общетехнических дисциплин. В 1993 году был назначен на пост проректора по научной работе и международному сотрудничеству, с 2000 года стал первым проректором — проректором по научной работе.
В 2005 году Игошев был избран ректором Уральского государственного педагогического университета. Под его руководством в вузе созданы 4 института и 3 факультета, открыто 6 новых кафедр. При его участии УрГПУ получил статус головного вуза Министерства образования и науки по 10 Всероссийским олимпиадам и конкурсам, в которых принимают участие более 500 студентов со всей России ежегодно. В 2014 году в связи с предельным возрастом для ректора в 65 лет Игошев покинул этот пост, получив должность научного руководителя УрГПУ.

## Награды и званияЗаслуженный работник высшей школы Российской Федерации(1998);
- Почётный работник высшего профессионального образования Российской Федерации (2003);
- Знак «За развитие научно-исследовательской работы студентов» (2004);
- Почётный работник общего образования Российской Федерации (2007);
- Почетный работник науки и техники Российской Федерации (2008).